# Shipley (West Yorkshire)
Shipley is een plaats in het bestuurlijke gebied City of Bradford, in het Engelse graafschap West Yorkshire. De plaats telt 28.487 inwoners.

## Geboren in Shipley
- Peter Sutcliffe? (1946-2020), seriemoordenaar (de Yorkshire Ripper)